# Tajnūd
Tajnūd (persiska: Qal‘eh Tajnūd, تجنود, Tejnūd) är en ort i Iran.   Den ligger i provinsen Khorasan, i den östra delen av landet, 900 km öster om huvudstaden Teheran. Tajnūd ligger 1 129 meter över havet och antalet invånare är 254.
Terrängen runt Tajnūd är huvudsakligen kuperad, men söderut är den bergig. Runt Tajnūd är det glesbefolkat, med 12 invånare per kvadratkilometer. Närmaste större samhälle är Gozokht, 10,7 km söder om Tajnūd. Omgivningarna runt Tajnūd är i huvudsak ett öppet busklandskap.